# Suksdorfia alchemilloides
Suksdorfia alchemilloides är en stenbräckeväxtart som först beskrevs av August Heinrich Rudolf Grisebach, och fick sitt nu gällande namn av Adolf Engler. Suksdorfia alchemilloides ingår i släktet Suksdorfia och familjen stenbräckeväxter. Inga underarter finns listade i Catalogue of Life.